# Bathippus palabuanensis
Bathippus palabuanensis är en spindelart som beskrevs av Simon 1902. Bathippus palabuanensis ingår i släktet Bathippus och familjen hoppspindlar. Inga underarter finns listade.

## Bildgalleri